# Молекулярные часы

Филогенетическое дерево, построенное на основе анализа последовательностей генов рРНК, показывает общее происхождение организмов всех трёх доменов: бактерии, археи, эукариоты

Молекулярные часы (англ. molecular clock, иногда gene clock, evolutionary clock) — метод датирования филогенетических событий (расхождений видов или других таксонов), основанный на гипотезе, согласно которой эволюционно значимые замены мономеров в биомолекулах происходят с практически постоянной скоростью (molecular clock hypothesis). Обычно для подобных вычислений используются нуклеотидные последовательности ДНК и аминокислотные последовательности белков.
Скорость мутаций может быть неравномерной и различается для разных видов, из-за чего метод дает лишь приблизительные результаты.

## Выдвижение теории и её развитие
Гипотеза молекулярных часов была выдвинута в 1962 году при анализе аминокислотных последовательностей гемоглобина и цитохрома С Эмилем Цукеркандлем и Лайнусом Полингом. Они отметили, что количество аминокислотных различий в гемоглобине растет линейно со временем, которое оценивалось по фоссилиям. Они обобщили наблюдение и пришли к выводу, что скорость эволюционного изменения каждого белка приблизительно постоянна.
В 1963 году Эмануэлем Марголиашем был обнаружен феномен «генетической эквидистантности» (genetic equidistance), заключающийся в независимости эволюции аминокислотных последовательностей в белках и морфологической эволюции:
Полезной проверкой важной роли времени как главного фактора в накоплении изменчивости в цитохроме C должно быть сравнение аминокислотных последовательностей гомологичных белков, выделенных из видов, о которых известно, что они на протяжении длительных периодов времени не претерпевали морфологических изменений, и из быстро изменяющихся видов.
Работы этих трёх ученых привели к постулированию гипотезы в начале 1960-х.
Аллан Вильсон и Винсент Сарих занимались развитием метода.

## Связь с нейтральной теорией молекулярной эволюции
Мотоо Кимура разработал нейтральную теорию молекулярной эволюции, которая независимо предсказывала существование молекулярных часов.

## Критика
Существует критика метода, например М. Гудмена, который обнаружил различный темп часов в разных таксонах. Несмотря на это, теория используется в филогенетике и для оценки давности дивергенции видов.